# Le ultime 5 ore
Le ultime 5 ore (Player One. What is to Become of Us) è un romanzo dello scrittore canadese Douglas Coupland.

## Trama
Quattro sconosciuti si ritrovano casualmente nel cocktail bar di un hotel nei pressi dell'aeroporto di Toronto: sono Rick il barista, Karen la madre single che si è data appuntamento in quel bar con un uomo conosciuto in chat, Luke il pastore protestante e infine l'enigmatica e bellissima Rachel.
La situazione precipita quando alla televisione del bar viene data la notizia che le scorte di petrolio mondiale si sono quasi esaurite: gli aerei non decollano più, la gente assalta i grandi magazzini e le pompe di benzina, e in lontananza si osserva il fungo di fumo e scorie causato da un'esplosione chimica. I quattro decidono di allontanarsi in auto insieme a Warren, l'uomo arrivato lì per l'appuntamento con Karen, ma appena escono dal bar un cecchino appostato sul tetto uccide Warren.
Tornati nel bar, si barricano dentro. Rick vorrebbe salire sul tetto per eliminare il cecchino con il fucile che tiene nascosto sotto al bancone, ma non è necessario: la nube chimica derivante dall'esplosione costringe infatti il cecchino a cercare rifugio nel bar. Bertis, così si chiama il cecchino, viene fatto entrare, ma viene legato a una sedia per evitare che possa nuocere. Si scopre che Bertis è un fanatico religioso giunto lì con lo scopo principale di uccidere Leslie Freemont, il guru del self-help a cui poche ore prima Rick aveva donato tutti i suoi risparmi.
Costretti a restare dentro al bar per proteggersi dalla nube chimica, i quattro protagonisti cominciano a legare fra loro: Rick s'innamora di Rachel e i due finiscono per fare l'amore in un ripostiglio. Anche Luke e Karen si sentono attratti l'un l'altra. Nel frattempo l'adolescente Max, ricoperto di rifiuti chimici, trova rifugio nel bar. Karen si prende cura di lui al meglio, ma le sostanze tossiche lo rendono cieco in modo permanente.
Nel frattempo Bertis, con uno stratagemma, si fa liberare le mani, prende il suo fucile e spara al petto di Rachel. Poi Bertis crolla a terra agonizzante: infatti poco prima aveva confessato di essere allergico alle arachidi e Rachel, di nascosto, aveva cosparso l'arma di arachidi tritate trovate nel bar. Rachel, nonostante il proiettile nel petto, non muore: si ritrova invece in una specie di limbo in cui può osservare il futuro: si vede insieme a Rick e a loro figlio, poi vede Luke e Karen che vivono felici insieme, infine vede il mondo che, pian piano, torna alla normalità grazie al razionamento delle riserve di petrolio.

## Personaggi
- Karen: divorziata, lavora come receptionist in uno studio di psicoterapia e ha una figlia quindicenne di nome Casey.
- Rick: divorziato, ex alcoolizzato, ha un figlio e lavora come barista presso il Toronto Airport Camelot Hotel.
- Luke: pastore di Nipissing (Ontario), ha perso la sua fede ed è fuggito dopo aver rubato 20000 $ destinati alla ristrutturazione della chiesa.
- Rachel: giovane donna che si mantiene allevando cavie da laboratorio, soffre di prosopagnosia e di una strana forma di autismo che le impedisce di comprendere le emozioni. È decisa a trovare un uomo con cui copulare all'interno di quel bar, perché pensa che se avesse un figlio e mettesse su famiglia, i suoi genitori la considererebbero una persona normale.
- Giocatore Uno: una voce misteriosa che osserva gli eventi e commenta le azioni degli altri personaggi.

## Edizioni
- Douglas Coupland, Le ultime 5 ore, traduzione di Marco Pensante, collana Special Books N. 11, ISBN Edizioni, 2012,  p. 279, ISBN 978-88-7638-252-9.